# Björn Bach

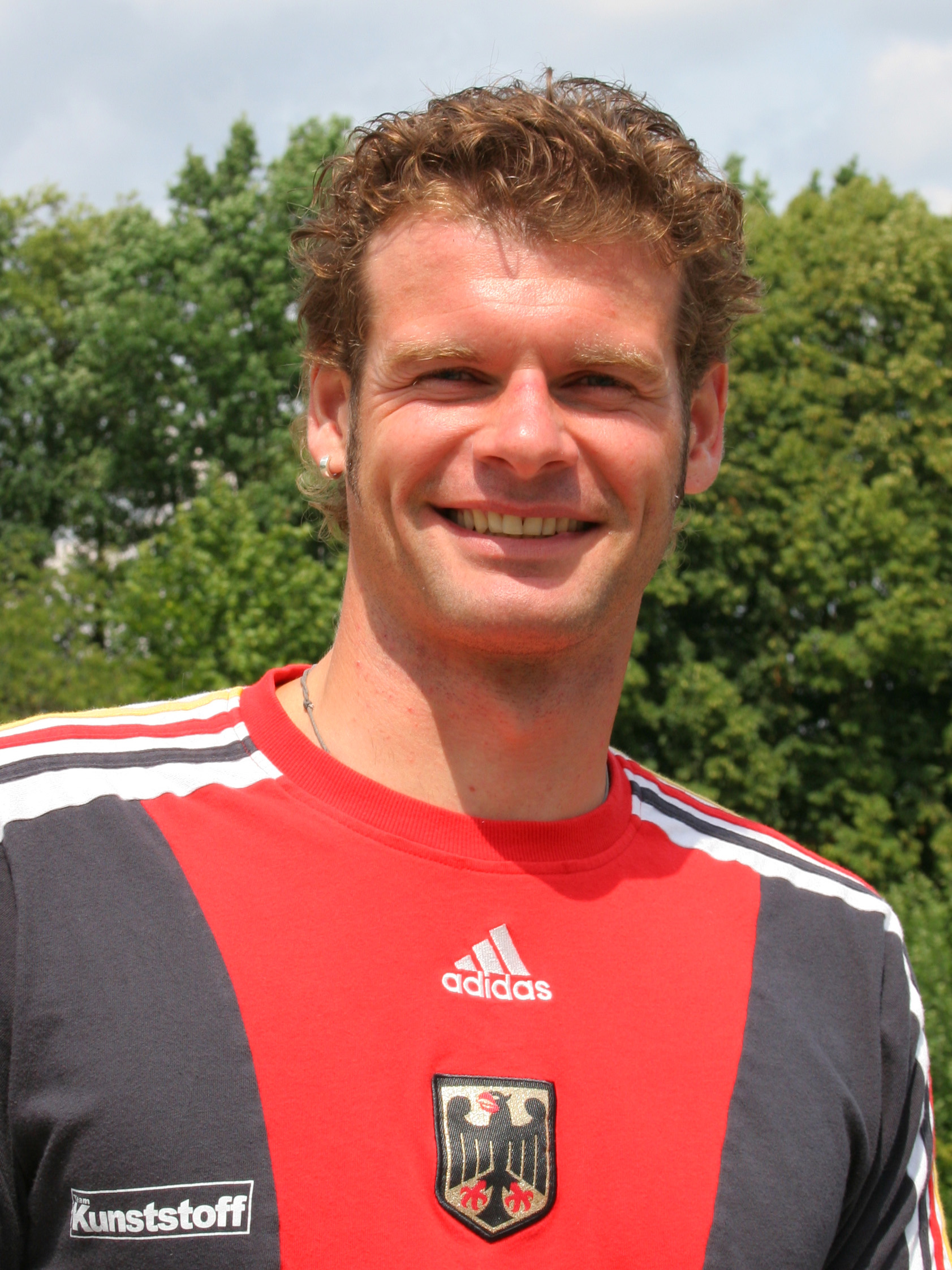
Björn Bach

Björn Bach (* 21. Juni 1976 in Magdeburg) ist ein deutscher Kanute beim SC Magdeburg.
Der studierte Sportwissenschaftler gewann mit dem Kajakvierer (K4) im Kanurennsport knapp 20 Medaillen bei Europa-, Weltmeisterschaften und Olympischen Spielen, darunter sechsmal WM-Gold und zweimal Silber bei Olympia (2000 und 2004).
Als 21-Jähriger gewann Bach 1997 bei seiner ersten Weltmeisterschaft gleich einen kompletten Medaillensatz. In den darauf folgenden Jahren war er mit dem deutschen K4 permanent international erfolgreich. 2005 führte er als „alter Hase“ den mit jungen Nachwuchsathleten neuformierten Vierer erneut zu WM-Gold.
2008 beendet er seine erfolgreiche leistungssportliche Laufbahn und arbeitet seitdem als Trainer beim SC Magdeburg.

## Medaillen
- Weltmeisterschaft 1997
  - Viererkajak 200 Meter:Bronze
  - Viererkajak 500 Meter:Silber
  - Viererkajak 1000 Meter:Gold
- Weltmeisterschaft 1998
  - Viererkajak 500 Meter:Gold
  - Viererkajak 1000 Meter:Gold
- Weltmeisterschaft 1999
  - Viererkajak 500 Meter:Gold
  - Viererkajak 1000 Meter:Silber
- Olympische Sommerspiele 2000
  - Viererkajak 1000 Meter:Silber
- Europameisterschaft 2000
  - Viererkajak 500 Meter:Gold
  - Viererkajak 1000 Meter:Gold
- Weltmeisterschaft 2001
  - Viererkajak 1000 Meter:Gold
- Europameisterschaft 2001
  - Viererkajak 1000 Meter:Silber
- Weltmeisterschaft 2002
  - Viererkajak 1000 Meter:Silber
- Weltmeisterschaft 2003
  - Viererkajak 1000 Meter:Bronze
- Olympische Sommerspiele 2004
  - Viererkajak 1000 Meter:Silber
- Weltmeisterschaft 2005
  - Viererkajak 1000 Meter:Gold
  - Viererkajak 200 Meter:Silber
- Europameisterschaft 2005
  - Viererkajak 200 Meter:Bronze
- Europameisterschaft 2006
  - Viererkajak 1000 Meter:Bronze